# Cleomella obtusifolia
Cleomella obtusifolia là một loài thực vật có hoa trong họ Màng màng. Loài này được Torr. & Frém. mô tả khoa học đầu tiên năm 1845.